# Саумалколь (село)
Саумалколь (каз. Саумалкөл) — село, административный центр Айыртауского района Северо-Казахстанской области Казахстана. Административный центр Володарского сельского округа. Код КАТО — 593230100.

## Географическое положение
Село расположено на берегу одноимённого озера в 248 километрах к юго-западу от областного центра — Петропавловска и в 92 километрах к западу от ближайшего города — Кокшетау.

## История
Кривоозёрное было основано в 1866 году пятью семьями, самовольно переселившимися из Челябинского уезда Российской империи. Официальный статус обрело в 1884 году.
В 1922 году было переименовано в Володарское в честь красного командира Ивана Володарского, павшего от рук колчаковцев в бою за село в ноябре 1919 года.
2 мая 1997 года переименовано в Саумалколь.
До 2013 года часть села входила в состав ныне упразднённого Жетыкольского сельского округа

## Инфраструктура
В селе располагаются 5 образовательных учреждений: Саумалкольская средняя школа №1, Саумалкольская школа-гимназия №2, Саумалкольская казахская школа №3, Айыртауская школа-интернат и Агротехнический колледж. В центре населенного пункта имеются относительно крупные торговые центры и продуктовые магазины. В населенном пункте присутствуют религиозные учреждения: 1 православный храм и 2 мусульманских мечети.

## Население
В 1999 году население села составляло 12 010 человек (5672 мужчины и 6338 женщин). По данным переписи 2009 года в селе проживали 10 234 человека (4811 мужчин и 5423 женщины).
Население части села Саумалколь, входившей в состав Жетыкольского сельского округа, в 1999 году составляло 883 человека (458 мужчин и 425 женщин). По данным переписи 2009 года в селе проживало 526 человек (272 мужчины и 290 женщин).
На начало 2019 года население села составило 9480 человек (4447 мужчин и 5033 женщины).

## Известные уроженцы
- Руслан Султанович Аушев — Герой Советского Союза, генерал-лейтенант, первый президент Ингушетии[7].
- Степан Петрович Ильин — Герой Советского Союза[7].